# 2020年東京オリンピックの近代五種競技

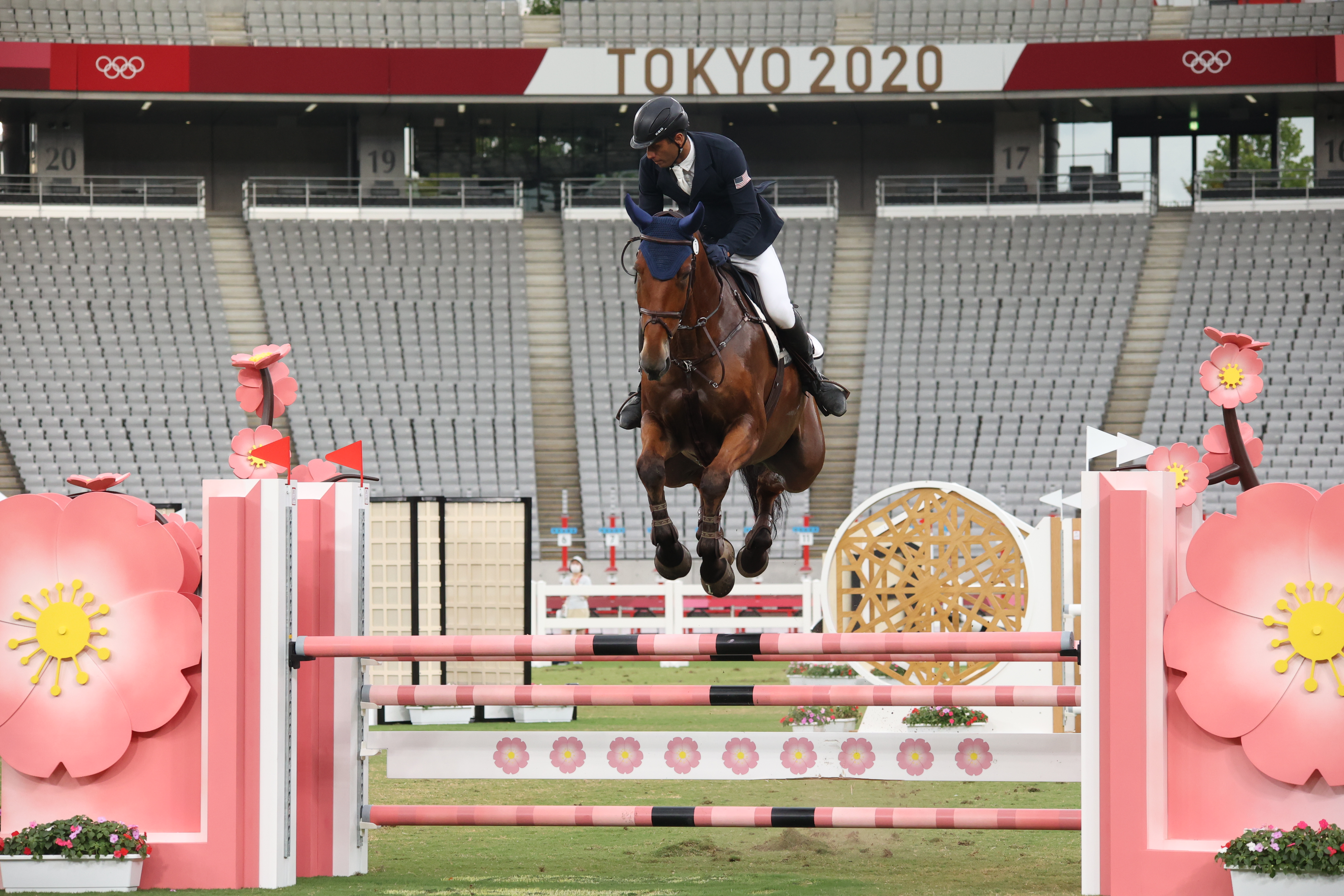

2020年東京オリンピックの近代五種競技（2020ねんとうきょうオリンピックのきんだいごしゅきょうぎ）は、国際近代五種連合（UIPM）が管轄し、2021年8月に行われたオリンピックの近代五種競技。会場は東京スタジアムと武蔵野の森総合スポーツプラザ（いずれも東京都調布市）。前回同様、男女個人戦のみの実施となる。フェンシング（ランキングラウンド、ボーナスラウンド）、200m自由形、障害飛越、レーザーラン（射撃5的+800メートル走を4回）を実施し、メダルが決まる。フェンシングランキングラウンドを除く、全種目を同じ日に東京スタジアムで実施するため、観客は移動せずに全競技を観戦することができる予定であったが、新型コロナウィルス感染拡大の影響により無観客となった。

## 出場選手
今大会の近代五種競技には男女各36名が参加。1つの国からは男女各2名まで参加できる。開催国日本からは男女各1名の参加が保証されているが、アジア・オセアニア選手権（アジアからは上位5名（ただし1カ国からは1名のみ）に出場権が与えられる）にて、岩元勝平と髙宮なつ美が出場権を獲得したため、開催国枠は世界ランキングからの出場枠に変更された。また、世界ランキングにより島津玲奈も出場権を獲得したため、日本からは合わせて3名の選手が出場する。
| NOC            | 男子 | 女子 | 合計 |
| -------------- | ---- | ---- | ---- |
| アルゼンチン   | 1    |      | 1    |
| オーストラリア | 1    | 1    | 2    |
| オーストリア   | 1    |      | 1    |
| ベラルーシ     | 1    | 2    | 3    |
| ブラジル       |      | 1    | 1    |
| チリ           | 1    |      | 1    |
| 中国           | 2    | 2    | 4    |
| キューバ       | 1    | 1    | 2    |
| チェコ         | 2    |      | 2    |
| エクアドル     |      | 1    | 1    |
| エジプト       | 2    | 2    | 4    |
| フランス       | 2    | 2    | 4    |
| ドイツ         | 2    | 2    | 4    |
| イギリス       | 2    | 2    | 4    |
| グアテマラ     | 1    |      | 1    |
| ハンガリー     | 2    | 2    | 4    |
| アイルランド   |      | 1    | 1    |
| イタリア       |      | 2    | 2    |
| 日本           | 1    | 2    | 3    |
| カザフスタン   | 1    | 1    | 2    |
| ラトビア       | 1    |      | 1    |
| リトアニア     | 1    | 2    | 3    |
| メキシコ       | 2    | 2    | 4    |
| ポーランド     | 2    | 1    | 3    |
| ロシア         | 1    | 2    | 3    |
| 韓国           | 2    | 2    | 4    |
| スペイン       | 1    |      | 1    |
| トルコ         |      | 1    | 1    |
| ウクライナ     | 1    |      | 1    |
| アメリカ合衆国 | 1    | 1    | 2    |
| ウズベキスタン | 1    | 1    | 2    |
| 計: 31カ国     | 36   | 36   | 72   |

### 男子
| 大会名                            | 日程                | 開催国     | 枠数 | 出場権獲得               |
| --------------------------------- | ------------------- | ---------- | ---- | ------------------------ |
| 開催国枠                          | —                   | —          | 1→0  | 日本 (JPN)               |
| 2019 UIPMワールドカップファイナル | 2019年6月27日-30日  | 東京       | 1    | ジョゼフ・チューン (GBR) |
| アフリカ選手権                    | 2019年2月23日       | カイロ     | 1→0  | シェリフ・ナゼイル (EGY) |
| 2019年パンアメリカン競技大会      | 2019年7月27日-30日  | リマ       | 2    | (北中米)                 |
| 2019年パンアメリカン競技大会      | 2019年7月27日-30日  | リマ       | 2    | (南米)                   |
| 2019年パンアメリカン競技大会      | 2019年7月27日-30日  | リマ       | 1    | (上記を除く最上位）      |
| ヨーロッパ選手権                  | 2019年8月6日-11日   | バース     | 8→7  |                          |
| 2019世界選手権                    | 2019年9月3日-9日    | ブダペスト | 3→2  |                          |
| アジア・オセアニア選手権          | 2019年11月11日-21日 | 昆明市     | 5→4  | 岩元勝平 (JPN)           |
| アジア・オセアニア選手権          | 2019年11月11日-21日 | 昆明市     | 1    | (オセアニア)             |
| 2021世界選手権                    | 2021年6月8日-14日   | カイロ     | 3→2  |                          |
| 近代五種世界ランキング            | 2021年6月14日       | —          | 6→14 |                          |
| 特別招待                          | —                   | —          | 2→0  |                          |
| Total                             |                     |            | 36   |                          |

### 女子
| 大会名                            | 日程                | 開催国     | 枠数 | 出場権獲得                     |
| --------------------------------- | ------------------- | ---------- | ---- | ------------------------------ |
| 開催国枠                          | —                   | —          | 1→0  | 日本 (JPN)                     |
| 2019 UIPMワールドカップファイナル | 2019年6月27日-30日  | 東京       | 1    | ラウラ・アサダウスカイテ (LTU) |
| アフリカ選手権                    | 2019年2月23日       | カイロ     | 1    | ハイディ・モーシー (EGY)       |
| 2019年パンアメリカン競技大会      | 2019年7月27日-30日  | リマ       | 2    | (北中米)                       |
| 2019年パンアメリカン競技大会      | 2019年7月27日-30日  | リマ       | 2    | (南米)                         |
| 2019年パンアメリカン競技大会      | 2019年7月27日-30日  | リマ       | 1    | (上記を除く最上位）            |
| ヨーロッパ選手権                  | 2019年8月6日-11日   | バース     | 8→6  |                                |
| 2019世界選手権                    | 2019年9月3日-9日    | ブダペスト | 3→2  |                                |
| アジア・オセアニア選手権          | 2019年11月11日-21日 | 昆明市     | 5    | 髙宮なつ美 (JPN)               |
| アジア・オセアニア選手権          | 2019年11月11日-21日 | 昆明市     | 1    | (オセアニア)                   |
| 2021世界選手権                    | 2021年6月8日-14日   | カイロ     | 3    |                                |
| 近代五種世界ランキング            | 2021年6月14日       | —          | 6→12 | 島津玲奈 (JPN)                 |
| 特別招待                          | —                   | —          | 2→0  |                                |
| Total                             |                     |            | 36   |                                |

## 競技形式
- フェンシング…エペのルールで行われる。勝率（勝利数）により得点が与えられる。
  - ランキングラウンド…1分間1本勝負で総当り戦を行う。両者ノーポイントの場合は両者負けとして扱われる。勝率7割（本大会では25勝）を250ポイントとして、1勝ごとに6ポイントずつ増減した得点が与えられる。
  - ボーナスラウンド…ランキングラウンドの成績下位から30秒1本勝負のパラマストーナメントを行う。両者ノーポイントの場合はランキングラウンド成績上位者の勝ちとして扱われる。1勝するごとに1ポイントが与えられるが、ランキングラウンド1位の選手がボーナスラウンドで勝利した場合は2ポイントが与えられる。（前回では45秒1本勝負で行われていた。）
- 水泳…200m自由形を行う。2分30秒を250ポイントとして、1/2秒ごとに1ポイントずつ増減した得点が与えられる。（前回では1/3秒ごとに1ポイントずつ増減していた。）
- 馬術…貸与馬による障害飛越（12障害15飛越）を行う。満点を300ポイントとして、減点方式により得点が与えられる。
- レーザーラン（射撃、ラン）…レーザーピストルを用いた射撃（5的・10m）と800m走を交互に4回ずつ実施する。射撃は5的命中するか50秒経過すると800m走に移ることできる。13分20秒を500ポイントとして、1秒ごとに1ポイントずつ増減した得点が与えられる。馬術までの合計得点による成績上位者から1ポイント1秒に換算して時差スタートするため、ゴールした順番が最終順位となる。

## 競技日程
| 日付 | 8/5 | 8/6 | 8/6 | 8/6 | 8/6 | 8/7 | 8/7 | 8/7 | 8/7 |
| ---- | --- | --- | --- | --- | --- | --- | --- | --- | --- |
| 男子 | FRR |     |     |     |     | S   | FBR | RSJ | L-R |
| 女子 | FRR | S   | FBR | RSJ | L-R |     |     |     |     |

FRR = フェンシングランキングラウンド、S = 水泳、FBR = フェンシングボーナスラウンド、RSJ = 馬術（障害飛越）、L-R = レーザーラン（ゴールした順で最終順位を決定）

## 競技結果

### 男子（上位8名）
| 順位 | 選手                     | NOC        | 水泳 タイム (pts) | フェンシング RR+BR 勝利数 (pts) | 馬術 タイム (pts) | レーザーラン タイム (pts) | 合計    |
| ---- | ------------------------ | ---------- | ----------------- | ------------------------------- | ----------------- | ------------------------- | ------- |
| 1    | ジョゼフ・チューン       | イギリス   | 1:54.87 (321)     | 25+1 (252)                      | 75.37 (286)       | 11:17.53 (623)            | 1482 OR |
| 2    | アハメド・エル＝ゲンディ | エジプト   | 1:57.13 (316)     | 18+1 (209)                      | 82.54 (284)       | 10:32.47 (668)            | 1477    |
| 3    | チョン・ウンテ           | 韓国       | 1:57.23 (316)     | 21+0 (226)                      | 84.76 (289)       | 11:01.84 (639)            | 1470    |
| 4    | チョン・ジンファ         | 韓国       | 1:57.85 (315)     | 23+1 (239)                      | 80.20 (293)       | 11:21.95 (619)            | 1466    |
| 5    | マルチン・ブラフ         | チェコ     | 2:07.19 (296)     | 16+0 (196)                      | 80.78 (300)       | 10:30.13 (670) OR         | 1462    |
| 6    | アダム・マロシ           | ハンガリー | 1:59.50 (311)     | 20+0 (220)                      | 83.06 (297)       | 11:07.43 (633)            | 1461    |
| 7    | バランタン・プラド       | フランス   | 2:00.73 (309)     | 19+3 (217)                      | 82.05 (270)       | 10:38.89 (662)            | 1458    |
| 8    | ヤン・クフ               | チェコ     | 2:02.32 (306)     | 23+0 (238)                      | 86.07 (294)       | 11:23.76 (617)            | 1455    |

### 女子（上位8名）
| 順位 | 選手                       | NOC        | 水泳 タイム (pts) | フェンシング RR+BR 勝利数 (pts) | 馬術 タイム (pts) | レーザーラン タイム (pts) | 合計    |
| ---- | -------------------------- | ---------- | ----------------- | ------------------------------- | ----------------- | ------------------------- | ------- |
| 1    | ケイト・フレンチ           | イギリス   | 2:10.18 (290)     | 20+1 (221)                      | 86.26 (294)       | 12:00.34 (580)            | 1385 OR |
| 2    | ラウラ・アサダウスカイテー | リトアニア | 2:17.21 (276)     | 15+2 (192)                      | 77.09 (300)       | 11:38.37 (602) OR         | 1370    |
| 3    | コバーチ・シャルロタ       | ハンガリー | 2:07.71 (295)     | 20+1 (221)                      | 77.19 (293)       | 12:21.42 (559)            | 1368    |
| 4    | アリチェ・ソテロ           | イタリア   | 2:07.88 (295)     | 21+1 (227)                      | 81.35 (285)       | 12:24.38 (556)            | 1363    |
| 5    | イルケ・オジュクセル       | トルコ     | 2:15.89 (279)     | 14+1 (185)                      | 79.40 (293)       | 11:47.64 (593)            | 1350    |
| 6    | エロディ・クルベル         | フランス   | 2:07.51 (295)     | 16+0 (196)                      | 74.08 (293)       | 12:17.78 (563)            | 1347    |
| 7    | ギンタレ・ベンカウスカイテ | リトアニア | 2:18.37 (274)     | 12+1 (173)                      | 72.74 (300)       | 11:44.37 (596)            | 1343    |
| 8    | アナスタシア・プロコペンコ | ベラルーシ | 2:25.01 (260)     | 18+0 (208)                      | 83.49 (283)       | 11:49.38 (591)            | 1342    |

## メダリスト
| 種目 | 金                                | 金      | 銀                                          | 銀   | 銅                                    | 銅   |
| ---- | --------------------------------- | ------- | ------------------------------------------- | ---- | ------------------------------------- | ---- |
| 男子 | ジョゼフ・チューン イギリス (GBR) | 1482 OR | アフメド・エル＝ゲンディ エジプト (EGY)     | 1477 | チョン・ウンテ 韓国 (KOR)             | 1470 |
| 女子 | ケイト・フレンチ イギリス (GBR)   | 1385 OR | ラウラ・アサダウスカイテー リトアニア (LTU) | 1370 | コバーチ・シャロルタ ハンガリー (HUN) | 1368 |

## 国・地域別のメダル獲得数
| 順   | 国・地域         | 金 | 銀 | 銅 | 計 |
| ---- | ---------------- | -- | -- | -- | -- |
| 1    | イギリス (GBR)   | 2  | 0  | 0  | 2  |
| 2    | エジプト (EGY)   | 0  | 1  | 0  | 1  |
| 2    | リトアニア (LTU) | 0  | 1  | 0  | 1  |
| 4    | ハンガリー (HUN) | 0  | 0  | 1  | 1  |
| 4    | 韓国 (KOR)       | 0  | 0  | 1  | 1  |
| 合計 | 合計             | 2  | 2  | 2  | 6  |

## 備考
- 2021年8月6日、ドイツ代表のアニカ・シュロイ（ドイツ語版）が馬術で馬のセントボーイをうまく操ることができず泣いている姿を見て、ドイツ代表監督のキム・レイズナー（ドイツ語版）が馬を殴るような様子があったことから監督は失格処分となった[32]。
- 大会終了後の2021年11月、国際近代五種連合（UIPM）は2024年のパリオリンピックから馬術を除外し、代替種目を導入すること、2028年のロサンゼルスオリンピックにて正式種目化することを検討していることが発表された[33][34]。これにより、現行形式での近代五種競技実施は今大会が最後となる可能性があったが、馬術の代替種目導入が難航していることから、パリオリンピック終了後に馬術を除外することが2022年5月に発表された[33][34][35][36]。